# Ałfatar (gmina)
Ałfatar (bułg.: Община Алфатар) – gmina w północno-wschodniej Bułgarii, w obwodzie Silistra. W 2010 roku zamieszkiwało ją 3241 osób.

## Miejscowości
Miejscowości wchodzące w skład gminy Ałfatar:
- Alekowo (bułg.: Алеково),
- Ałfatar (bułg.: Алфатар) – siedziba gminy,
- Bistra (bułg.: Бистра),
- Car Asen (bułg.: Цар Асен),
- Czukowec (bułg.: Чуковец),
- Kutłowica (bułg.: Кутловица),
- Wasił Lewski (bułg.: Васил Левски).